# Aonobuaka
Aonobuaka – wieś w Kiribati, na atolu Abaiang, w archipelagu Wysp Gilberta, na Oceanie Spokojnym.